# 阿尔及利亚争取民主和社会主义党
阿爾及利亞争取民主和社會主義黨（法語：Parti Algérien pour la Démocratie et le Socialisme，缩写为PADS）是阿爾及利亞的一个共产主义政黨。1993年，原社会主义先锋党內的正统共產主義派系成員為了保留其「共產主義遺產」而退黨，另建该党。該黨的机关报是《工农联系》。该党是共產黨和工人黨國際會議的成員。该党曾派代表出席国际共产主义研讨会。